# Клінт Гілл
Клінтон Дж. Гілл (англ. Clinton J. Hill; 4 січня 1932, Ларімор, Північна Дакота — 21 лютого 2025, Белвідер, Каліфорнія) — агент Секретної служби США, який служив за п'ятьох президентах США, від Дуайта Ейзенхауера до Джеральда Форда. Знаний своєю хоробрістю, виявленою 22 листопада 1963 року під час вбивства президента Джона Фіцджеральда Кеннеді.
Під час вбивства президента Кеннеді стрибнув на задню частину президентської машини та закрив своїм тілом постраждалого президента та першу леді Жаклін Кеннеді, коли машина мчала до меморіального шпиталю Паркленда. Його вчинок потрапив на відео Абрагама Запрудера. Після смерті 2006 року Неллі Конналлі Гілл був останньою людиною, яка перебувала в президентському лімузині того дня.

## Молодість й освіта
Народився в Ларіморі, штат Північна Дакота, у норвежки Альми Петерсен. Батьки мали садибу поблизу Розглена. «Коли йому було 17 днів, його мати (розлучена з батьком) охрестила його, а потім віддала в дитячий будинок Північної Дакоти у Фарго. Через 3 місяці» його усиновила інша норвезька сім'я, Кріс і Дженні Гілли з Фарго. Їхнє прізвище було Геуген (означає «пагорб» норвезькою мовою), але пізніше вони змінили на англійську версію Гілл.
Названа сім'я взяла його до Вошберна, де він закінчив місцеву школу. Навчався в коледжі Конкордія в Мурхеді, Міннесота, де грав у футбол, баскетбол і бейсбол, вивчав історію та закінчив 1954 року. Після закінчення коледжу його призвали до армії США та відправили до Форту Леонард Вуд, Міссурі, для базової підготовки. Після базової підготовки направили до розвідувального центру армії США в Дандоку, штат Меріленд, де пройшов підготовку спеціального агента контррозвідки і служив у Регіоні IX, польовий офіс 113-го Корпусу контррозвідки в Денвері до 1957 року.
Після служби в армії приєднався до Секретної служби й отримав призначення до офісу в Денвері. 1958 року працював на президента Дуайта Ейзенхауера. Після обрання Джона Фіцджеральда Кеннеді президентом США Гіллу доручили охороняти першу леді Жаклін Кеннеді.

## Вбивство президента Кеннеді
22 листопада 1963 року президента Кеннеді убили в Далласі, штат Техас, коли він прямував на ланч у Dallas Trade Mart. Президент з дружиною їхали у відкритому лімузині з трьома рядами сидінь. Кеннеді сиділи на задньому сидінні автомобіля, губернатор Техасу Джон Конналлі та його дружина Неллі Конналлі були в середньому ряду, агент секретної служби Вільям Грір був за кермом, а помічник спеціального агента Рой Келлерман сидів у першому ряду.
Гілл їхав на лівій передній підніжці автомобіля секретної служби відразу за президентським лімузином. Він почув вибух справа, повернувши голову, помітив, що президента Кеннеді поранено. Він перестрибнув на бампер лімузина і почув другий постріл, який, за його словами, звучав інакше, ніж перший, наче «хтось стріляв з револьвера у твердий предмет» і пішла луна.
9 березня 1964 року разом із агентами секретної служби Келлерманом, Гріром і Руфусом Янгбладом надав свідчення комісії Воррена у Вашингтоні, округ Колумбія.

Гілл ухопився за невеликий поручень у лівій задній частині багажника, який зазвичай використовують охоронці, щоб стабілізувати себе, стоячи на невеликих платформах на задньому бампері. Згідно з висновками комісії Воррена, того дня на бампері не було охоронців, оскільки:
… президент часто заявляв, що не хоче, щоб агенти їздили на цих сходинках, за винятком випадків, коли це необхідно. Він повторив це бажання лише кілька днів тому, під час візиту до Тампи, штат Флорида.
Інший агент, Джеральд Блейн, пояснив:
Ми виїжджали на автостраду, і саме там швидкість до 60 і 70 миль за годину. Тож агентів там у нас би все одно не було.
Гілл схопився за поручні менше ніж через дві секунди після смертельного пострілу в президента. Потім водій прискорився, внаслідок чого автомобіль вислизнув від Гілла, який саме в цей момент намагався стрибнути на нього. Йому вдалося встати на ногу і він стрибнув на задню частину автомобіля, який швидко розганявся.

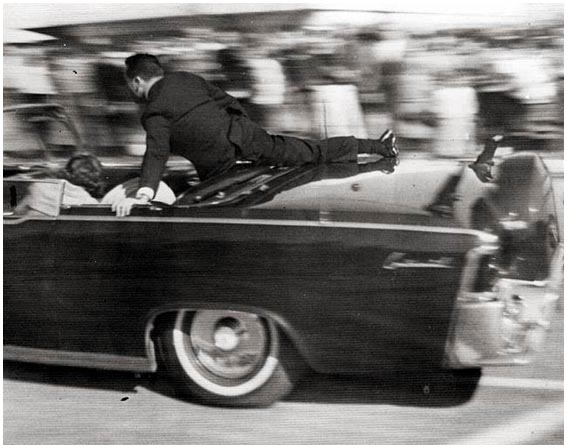
Гілл на президентському лімузині відразу після вбивства Кеннеді

Коли він сідав, місис Кеннеді у стані шоку повзала на рівний задній багажник лімузина. Пізніше Гілл розповів Комісії Воррена, що, на його думку, місис Кеннеді тягнулася до частини черепа президента, який відлетів. Він підповз до неї й повернув її на місце. Повернувшись у машину, Гілл поклав своє тіло над президентом і місис Кеннеді. Тим часом на відкидних сидіннях місис Конналлі потягла свого пораненого чоловіка на коліна.
Агент Келлерман на передньому сидінні автомобіля наказав через автомобільну радіостанцію головному автомобілю в кортежі: «Швидко до найближчої лікарні!» Гілл кричав якомога голосніше: «До лікарні, до лікарні!» Дорогою до лікарні Гілл показав «великий палець вниз» і похитав головою в бік агентам у машині позаду, сигналізуючи про серйозність стану президента.

Лімузин помчав з Ділі-плази до меморіального шпиталю Паркленд, до якого їхати всього кілька хвилин. Гілл прикривав весь час пару своїм тілом і дивився на президента. Пізніше він свідчив:
Права задня частина його голови була відсутня. Вона лежала на задньому сидінні автомобіля. Його мозок був оголений. По всій задній частині автомобіля була кров і шматочки мозку. Місис Кеннеді була повністю закривавлена. Там було стільки крові, що неможливо було визначити, чи була там якась інша рана, чи ні, за винятком однієї великої рани в правій задній частині голови.
Коли персонал лікарні наглядав за Кеннеді та Конналлі, Гілл отримав телефонний дзвінок від генерального прокурора Роберта Кеннеді, брата президента. Гілл відмовився повідомити Кеннеді телефоном, що його брат мертвий, сказавши в інтерв'ю 2013 року: «Я пояснив йому, що у президента і губернатор стріляли, і що ми перебуваємо у відділенні невідкладної допомоги в лікарні Паркленда». Тоді він запитав: «Ну, на скільки все погано?» Ну, я не хотів повідомляти йому, що брат помер, не думаю, що це біла моя справа, тому сказав: «Гірше не буває».
Хоча Секретна служба була шокована своєю неспроможністю захистити життя президента Кеннеді, практично всі погодилися, що Клінт Гілл діяв швидко, сміливо і бездоганно. Його вшанували на церемонії у Вашингтоні за кілька днів після похорону Джона Кеннеді. Місис Кеннеді, попри те, що перебувала в глибокій жалобі, з'явилася на заході, щоб особисто подякувати йому.

## Після вбивства
Продовжував працювати з місис Кеннеді та дітьми до президентських виборів 1964 року. Потім його призначили до президента Ліндона Джонсона в Білому домі. 1967 року став відповідальним спеціальним агентом з охорони президента. З приходом Річарда Ніксона працював для захисту віцепрезидента Спіро Агню. Отримав призначення в штаб-квартиру помічником директора Секретної служби з питань охорони. 1975 року вийшов на пенсію.
Підтримав офіційний висновок про те, що Лі Гарві Освальд діяв сам і заперечував теорії змови навколо вбивства. 1975 року в інтерв'ю Майком Воллесом зі сльозами припустив, що якби він дістався автомобіля секундою раніше, то третій постріл влучив в нього, і сильно жалкував, що не зміг дістатися туди вчасно.
Написав передмову до оповіді Джеральда Блейна та Лізи Маккаббін до «Деталей Кеннеді» 2010 року.

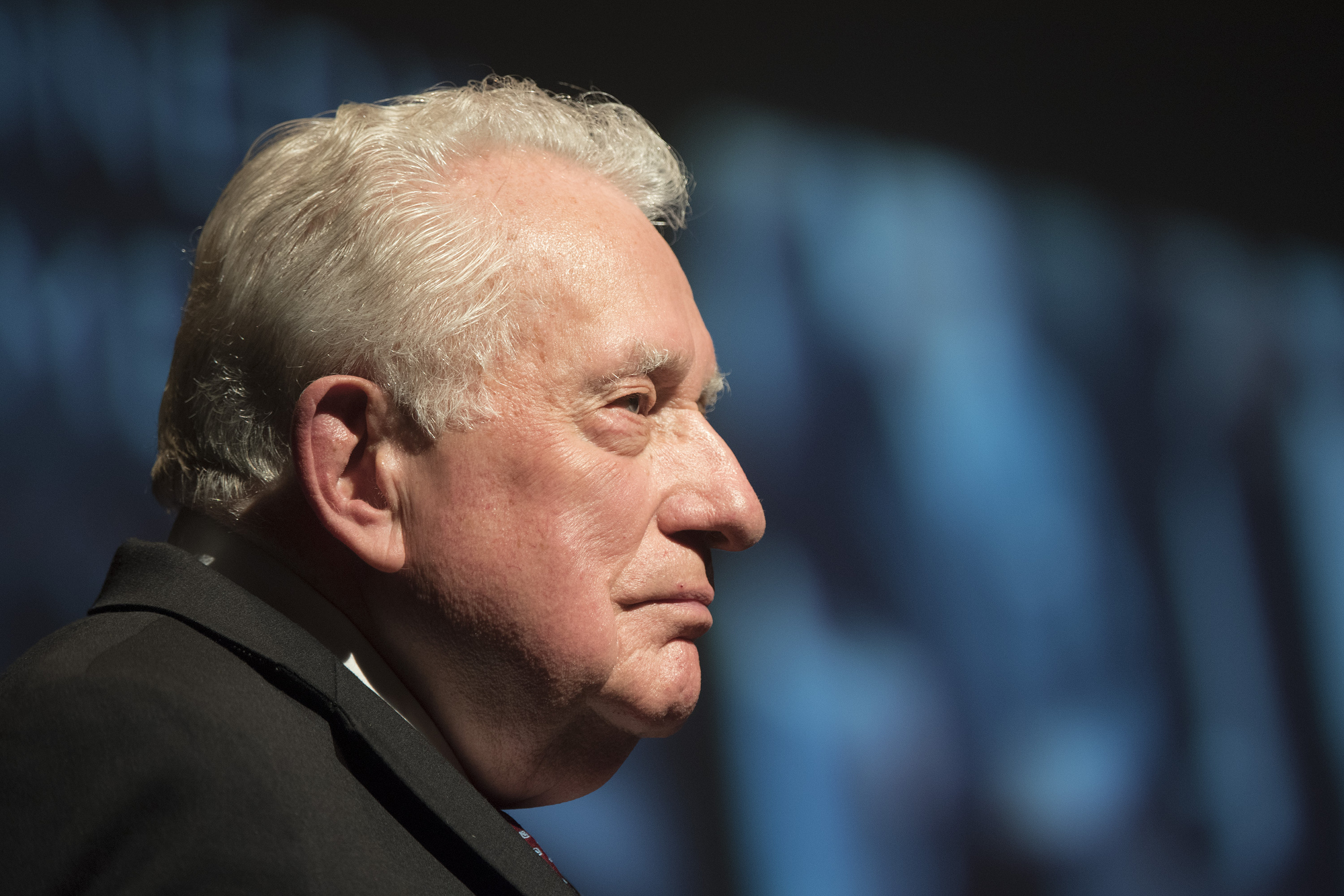
Клінт Гілл у Президентській бібліотеці Ліндона Бейнза Джонсона, 2017 рік

В інтерв'ю BBC «Today» від грудня 2010 року згадав про вбивство та свій перший візит 1990 року до Далласа після подій 1963 року, під час якого оглянув місце стрілянини. На запитання, чи вважає він, що життя президента можна було б врятувати, якби все було зроблено по-іншому, Гілл відповів, що «він [Лі Гарві Освальд] мав тоді усі переваги. У нас їх не було. Було дуже легко зробити свою роботу зважаючи як усе працювало».
У травні 2012 року давав інтерв'ю Браяну Лему в ток-шоу C-SPAN «Q&A».
У квітні 2012 року вийшла книга «Місис Кеннеді і я», в якій згадував свою кар'єру й описав робочі стосунки з Жаклін Кеннеді. Того ж року введений до скандинавсько-американської Зали слави, що є визначною подією організації Norsk Høstfest, розташованій в Північній Дакоті.
2012 року повідомлялося, що Гілл мешкав в Александрії, штат Вірджинія, «багато років».
У листопаді 2013 року, до 50-ї річниці вбивства, вийшла друком книга «П'ять днів у листопаді», у якій Гілл виклав свій погляд на події.
2016 року випустив книгу «П'ять президентів: Моя надзвичайна подорож з Ейзенхауером, Кеннеді, Джонсоном, Ніксоном і Фордом», у якій підсумував всю кар'єру в Секретній службі.
5 жовтня 2018 року нагороджений губернатором Північної Дакоти Дугом Бургамом премією «Rough Rider». Цією нагородою вшановують жителів і колишніх жителів Північної Дакоти.

## Особисте життя і смерть
На момент вбивства Кеннеді був одружений на Гвен. У пари народилося двоє синів. В інтерв'ю 2012 року з Браяном Лембом заявив, що вони не разом з нею протягом кількох років. Станом на 2013 рік жив поблизу Сан-Франциско. З 2016 року перебував у стосунках зі своєю співавторкою Лізою Маккаббін. У грудні 2021 року вони одружилися.
Помер у своєму будинку в Бельведері, штат Каліфорнія, 21 лютого 2025 року у 93 роки. Представник секретної служби заявив, що «кар'єра Клінта є прикладом найвищих ідеалів державної служби… Ми сумуємо про втрату шановного колеги та дорогого друга, чий внесок в агентство та націю запам'ятається назавжди».